# Doride (moglie di Erode il Grande)
Doride (Gerusalemme, 60 a.C. circa – ...) fu la prima moglie di Erode il Grande, cui diede il primogenito Antipatro.

## Biografia
Sebbene Giuseppe Flavio la dica nata a Gerusalemme, è probabile che Doride fosse di origine idumea, come Erode, appartenente a una famiglia aristocratica residente a Gerusalemme e al servizio di Antipatro (padre di Erode). Aveva un fratello di nome Teodio, ma è possibile che entrambi i nomi fossero abbreviazioni di nomi teoforici, Dorotea e Teodoro/Teodoto rispettivamente. Il matrimonio tra Doride ed Erode fu probabilmente dovuto alla volontà di legare due influenti famiglie e generare figli che avessero una qualche aspirazione al potere; è anche probabile che Doride fosse imparentata con Erode, come indicato dal fatto che le politiche familiari erodiane prevedevano il matrimonio tra consanguinei (Erode sposò anche una nipote e una cugina).
Doride sposò Erode attorno al 47 a.C., quando aveva circa 13 anni, e gli diede un figlio maschio, Antipatro, ma quando Erode decise di legarsi alla dinastia regale degli Asmonei, fidanzandosi con Mariamne (I) nel 37 a.C. circa, Doride e Antipatro furono allontanati da corte; Doride non risulta tra i familiari di Erode che lo seguirono nella fuga da Gerusalemme a Masada avvenuta nel 40 a.C., in occasione della conquista di Gerusalemme da parte dei Parti, dunque è possibile che si sia rifugiata col figlio nella natia Idumea o in Nabatene.
Successivamente Mariamne fu messa a morte ed Erode entrò in contrasto con Alessandro e Aristobulo, figli da lei avuti ed eredi al trono; allora Erode richiamò a corte Antipatro (14 a.C.) e, dietro pressione del figlio, Doride (in quello stesso anno o forse nel 13 a.C.), giungendo persino ad accogliere i consigli di Doride. Antipatro riuscì a complottare contro i fratelli, che alla fine furono messi a morte (7 a.C.). Antipatro e Doride, però, decisero di attentare alla vita di Erode, il quale, venuto a conoscenza del tentativo, allontanò da corte Doride e mandò a chiamare Antipatro da Roma. Doride scrisse al figlio a Roma, consigliandogli di non tornare senza la protezione dell'imperatore Augusto, ma la lettera non raggiunse il destinatario in tempo, e fu Doride a dover raccontare ad Antipatro la cattiva notizia delle intenzioni di suo padre. Antipatro fu processato e messo a morte, cinque giorni prima della morte del padre.